# Alicia Estela Bearzi
Alicia Estela Bearzi Poggio (María Teresa, 8 de febrero de 1948 - Rosario, 16 de diciembre de 1976) fue una antropóloga víctima de la última dictadura argentina asesinada en un operativo de control-rastrillaje en Rosario (provincia de Santa Fe) el 16 de diciembre de 1976. Su cuerpo fue el primero que pudo ser identificado dentro en el Cementerio "La Piedad" de Rosario.

## Biografía
Alicia Estela nació en la localidad de María Teresa, en el departamento General López de la provincia de Santa Fe. Comenzó sus estudios secundarios en el año 1961 en la Escuela Graduada Joaquín V. González, dependiente de la Universidad Nacional de La Plata.  En 1966 comenzó a estudiar antropología en la Facultad de Ciencias Naturales y Museo de la Universidad Nacional de La Plata. En 1968 se integró como celadora suplente en el Liceo Víctor Mercante, también dependiente de la universidad; al mismo tiempo continuó con los estudios universitarios. A comienzos de la década de 1970 renunció a su cargo en el Liceo Víctor Mercante para poder avanzar en su carrera.
En su vida tuvo varios apodos o alias, como Estela Marta Vázquez, Nora y Pampa.
Pertenecía a la agrupación Montoneros, dentro de la cual militaba en el barrio Villa Angus en la localidad de Zárate, en el noroeste de la provincia de Buenos Aires. Allí permaneció con Jorge Bogliano, con quien se había casado, aunque luego se separaron. Posteriormente, cuando ya no estaban juntos, él sería secuestrado, permaneciendo como detenido desaparecido desde marzo de 1977.
Alicia se fue a Rosario huyendo de La Plata, donde se mudó ya que de ahí era oriundo su pareja en ese entonces, Publio "Tino" Molinas. La pareja fue asesinada el 16 de diciembre de 1976 en un operativo de control-rastrillaje en Rosario. Tenía en ese momento 28 años.
Un hermano de Alicia, Luis Eduardo Sixto Bearzi, y su pareja Graciela Irene Quesada también figuran como detenidos desaparecidos. El primero fue asesinado el 9 de noviembre de 1976, y Graciela fue desaparecida meses más tarde, el 17 de marzo de 1977, cuando estaba embarazada.

## Identificación del cuerpo
Luego de su asesinato, su cuerpo fue enterrado como NN en el Cementerio de la Piedad de Rosario, en el sector de los pobres y sin recursos. En el año 2012 el Equipo Argentino de Antropología Forense exhumó su cuerpo y logró la identificación utilizando fichas dactilares y ADN. Fue la primera identificada en este cementerio, del cual se excavaron 126 cuerpos.

## Homenajes
Su nombre figura en la lista de legajos reparados de las personas que fueron estudiantes o graduados de la Facultad de Ciencias Naturales y Museo de la Universidad Nacional de La Plata, que fueron detenidas-desaparecidas y/o asesinadas por el terrorismo de Estado de la última dictadura cívico-militar en Argentina y las acciones paraestatales. En esta misma facultad se encuentra una fotografía suya con sus datos principales, en una de las columnas de la planta baja del edificio principal de aulas; formando parte de grupo de fotografías de estudiantes y graduados detenidos desaparecidos de la facultad.